# Scorpiurus aenescens
Scorpiurus aenescens är en tvåvingeart som beskrevs av Octave Parent 1932. Scorpiurus aenescens ingår i släktet Scorpiurus och familjen styltflugor. Inga underarter finns listade i Catalogue of Life.